# Tiếng Pháp Canada

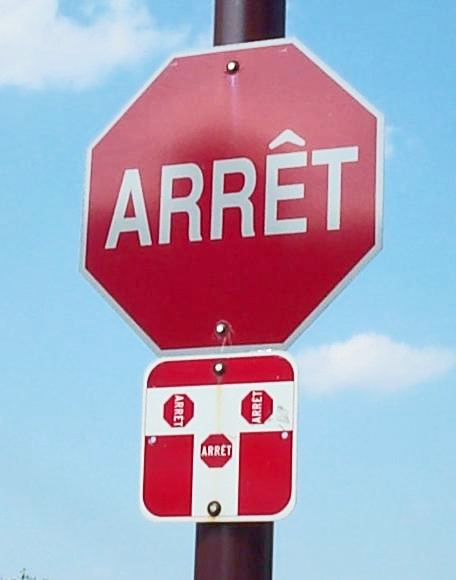
Biển báo ARRÊT (dừng lại) trong tiếng Pháp Quebec

Tiếng Pháp Canada (tiếng Pháp: français canadien) là một trong hai ngôn ngữ chính thức của Canada, cùng với tiếng Anh. Tổng số người Canada nói tiếng Pháp là khoảng 7,2 triệu người (chiếm 20,6% dân số; tính đến năm 2016). Hơn 90% người Canada nói tiếng Pháp sống ở các tỉnh Québec, Ontario và New Brunswick (Acadia).

## Lịch sử
Pháp đầu tiên xuất hiện trên lãnh thổ Canada hiện đại trong các cuộc thám hiểm năm 1534. Sự chiếm đóng Canada của người Pháp bắt đầu sau năm 1642. Đến năm 1759, khi Tân Pháp bị Anh chiếm, có khoảng 60 nghìn người sống ở Canada.

## Tình trạng
Ở Canada hiện đại, tiếng Pháp là một trong hai ngôn ngữ chính thức trên khắp Canada chỉ ở cấp liên bang. Trên thực tế, điều này có nghĩa là tiếng Pháp có thể được sử dụng trên toàn quốc chỉ trong các vấn đề thuộc quy mô liên bang. Trong công việc hành chính địa phương và cuộc sống hàng ngày, sự hiện diện của nó ở hầu hết các tỉnh của Canada thực tế không được cảm nhận, một phần là do lịch sử lâu dài của sự thù địch công khai giữa hai nhóm chính của đất nước. Ở cấp độ địa phương, tiếng Pháp là ngôn ngữ chính thức của tỉnh Québec. Tỉnh song ngữ chính thức duy nhất ở cấp địa phương là New Brunswick, nhưng ngay cả ở đó, song ngữ thực tế sôi sục xuống phía bắc của đất nước. Ở Ontario, tiếng Pháp không phải là chính thức, nhưng nó có thể được sử dụng ở các quận có hơn 5.000 người nói tiếng Pháp hoặc tỷ lệ của họ là 10% trở lên trong tổng dân số của quận. Đơn vị hành chính duy nhất ở Bắc Mỹ có số lượng người nói tiếng Pháp đang tăng lên là Québec.

## Anh hoá
Sau năm 1759, tỷ lệ người nói tiếng Pháp ở Canada giảm dần trong quá trình nhập cư hàng loạt người nói tiếng Anh và người nói tiếng Anh tại địa phương. Từ năm 1840 đến 1860, dân số Canada nói tiếng Anh vượt quá số người nói tiếng Pháp. Sau đó, khoảng cách này tiếp tục mở rộng. Ở giai đoạn đầu tiên, ảnh hưởng của tiếng Pháp đối với tiếng Anh Canada là rất đáng kể, tuy nhiên, từ nửa sau của thế kỷ 19, các từ vay mượn được chuyển từ tiếng Anh sang tiếng Pháp. Với tình trạng không chắc chắn của ngôn ngữ Pháp ở Canada, nơi chính quyền Anh đã làm mọi thứ có thể để xóa bỏ nó, số lượng các từ mượn Anh-Mỹ trực tiếp trong đó có ý nghĩa cho đến giữa thế kỷ 20.

## Những từ Tiếng Pháp mẫu trong Lãnh thổ Canada
Bonjour --> Xin chào
Comment tu vas?--> Bạn có khỏe không
Wikipédia --> Wikipedia
L’audio --> Audio
Vidéo ---> Video
L’image --> Hình Ảnh

## Phương ngữ
Tiếng Pháp ở Canada được chia thành một số phương ngữ, trong đó có thể kể đến là là:
- Tiếng Pháp Québec được nói ở Québec. Các phương ngữ có liên quan chặt chẽ được nói bởi các cộng đồng Pháp ngữ ở Ontario, Tây Canada, Labrador và ở vùng New England của Hoa Kỳ, và chúng khác với tiếng Pháp Quebec chủ yếu bởi sự nguyên thủy hơn. Phần lớn áp đảo của người Canada nói tiếng Pháp nói phương ngữ này.
- Tiếng Pháp Acadia được nói bởi hơn 350.000 người Acadia ở các vùng thuộc các tỉnh hàng hải, Newfoundland, quần đảo Magdalen và bán đảo Gaspé.[3]
- Tiếng Pháp Métis được nói ở Manitoba và Tây Canada bởi người Métis, hậu duệ của những người có mẹ là dân First Nations còn cha là các nhà du hành trong thời kỳ buôn bán lông thú. Nhiều người Métis cũng nói tiếng Cree ngoài tiếng Pháp, và trong nhiều năm qua, họ đã phát triển một ngôn ngữ hỗn hợp độc đáo gọi là Michif bằng cách kết hợp danh từ, số đếm, mạo từ và tính từ của Pháp với động từ, chỉ (định) từ, giới từ, từ để hỏi và đại từ tiếng Cree. Cả tiếng Michif và phương ngữ Métis đều bị đe dọa nghiêm trọng.
- Tiếng Pháp Newfoundland được nói bởi một dân số nhỏ trên bán đảo Port au Port của Newfoundland và Labrador. Nó đang bị đe dọa; tiếng Pháp Quebec và tiếng Pháp Acadia hiện được sử dụng rộng rãi hơn trong những người nói tiếng Pháp Newfoundland so với phương ngữ bán đảo riêng.
- Tiếng Pháp Brayon được nói tại Beauce của Quebec; Edmundston, New Brunswick và Madawaska, Maine. Mặc dù bề ngoài là hậu duệ âm vị học của tiếng Pháp Acadia, phân tích cho thấy nó có hình thái giống hệt với tiếng Pháp Quebec.[4] Nó được cho là kết quả từ việc phân cấp địa phương các phương ngữ liên hệ giữa người định cư Québec và Acadia.
- Tiếng Pháp New England được nói ở một phần của New England ở Hoa Kỳ. Về cơ bản là một biến thể địa phương của tiếng Pháp Quebec, nó là một trong ba dạng chính của tiếng Pháp phát triển ở Hoa Kỳ ngày nay, còn lại là tiếng Pháp Louisiana và tiếng Pháp Missouri gần như biến mất. Nó đang bị đe dọa, mặc dù việc sử dụng nó đã được hỗ trợ bởi các chương trình giáo dục song ngữ từ năm 1987.[5]
- Hai phương ngữ con của tiếng Pháp Canada đã được xác định. Tiếng Joual là phương ngữ tiếng Pháp thông tục được nói ở các khu dân cư thuộc tầng lớp lao động ở tỉnh Quebec. Tiếng Chiac là sự pha trộn giữa cú pháp và từ vựng tiếng Pháp Acadia với nhiều từ mượn từ tiếng Anh.

## Tiếng Pháp trong trường học
Nhiều trường dạy tiếng Pháp ở Canada (chủ yếu ở Ontario) có chương trình dạy bằng tiếng Pháp trong đó có tất cả hoặc một phần các môn học được dạy bằng tiếng Pháp.